# Zonites sariae
Zonites sariae is een slakkensoort uit de familie van de Zonitidae. De wetenschappelijke naam van de soort is voor het eerst geldig gepubliceerd in 1985 door Riedel.